# Калиновка (Хабарский район)
Калиновка — посёлок в Хабарском районе Алтайского края России. Входит в состав Коротоякского сельсовета.

## История
Основан в 1926 году. В 1928 г. хутор Калиновка состоял из 39 хозяйств, основное население — русские. В составе Усть-Курьинского сельсовета Хабаровского района Славгородского округа Сибирского края.

## Население
| 1997 | 1998 | 1999 | 2000 | 2001 | 2002 | 2003 |
| ---- | ---- | ---- | ---- | ---- | ---- | ---- |
| 96   | ↘87  | ↗90  | ↘75  | ↗83  | ↗88  | ↘86  |
| 2004 | 2005 | 2006 | 2007 | 2008 | 2009 | 2010 |
| ↘83  | ↗88  | ↘63  | ↘56  | ↘52  | ↗62  | ↘45  |
| 2011 | 2012 | 2013 |      |      |      |      |
| ↘43  | ↘42  | ↘40  |      |      |      |      |